# Aspergil·losi
L'aspergil·losi és el nom donat a una àmplia varietat de micosis produïdes pels fongs del gènere Aspergillus. Les formes més comunes són l'aspergil·losi broncopulmonar al·lèrgica, l'aspergil·loma pulmonar i l'aspergil·losi invasiva. Les onicomicosis per aquests fongs filamentosos són bastant habituals. La majoria dels éssers humans inhalen les espores d'Aspergillus presents a l'aire ambiental cada dia, però només una petita minoria s'infecta per alguna de les espècies d'aquest gènere fúngic. Moltes contenen micotoxines, una important causa d'intoxicacions alimentàries.
L'aspergil·losi es desenvolupa principalment en les persones amb malalties cròniques greus, com és el cas de la malaltia pulmonar obstructiva crònica, i/o que estan immunodeprimides, ja sigui per la seva malaltia o per l'administració de medicaments immunosupressors, com ara els emprats en pacients que reben trasplantaments d'òrgans sòlids. Afecta amb freqüència a pacients que tenen neoplàsies hematològiques. És una causa principal de mort en la leucèmia aguda, limfoblàstica o mieloide i una complicació molt seriosa del trasplantament de cèl·lules mare hematopoètiques, del cardíac, del renal o de l'hepàtic. En individus immunocompetents pot desenvolupar-se com una resposta al·lèrgica. La causa més comuna és l'espècie Aspergillus fumigatus L'espècie Aspergillus flavus també és l'origen de molts casos d'aspergil·losi invasiva. A banda d'aquestes espècies, més de vint membres del gènere Aspergillus poden infectar els humans, entre ells A. niger, A. minisclerotigenes, A. viridinutans, A. calidoustus, A. tubingensis, A. candidus, A. ochraceus, A. udagawae, A. felis, A. parafelis, A. lentulus, A. nomius, A. pseudodeflectus, A. glaucus, A. ustus, A. versicolor, A. sydowii, A. welwitschiae, A. terreus i A. clavatus. L'aspergil·losi pot ser una malaltia professional en treballadors exposats als conidis d'Aspergillus que contaminen l'ambient del seu lloc de feina, com els recol·lectors dels conreus de te de l'Índia, per exemple. A España la taxa de mortalitat per aspergil·losi ha disminuït significativament durant les dues primeres dècades del segle xxi.

## Símptomes
L'aspergil·losi broncopulmonar al·lèrgica és, des d'un punt de vista patogènic, una reacció complexa d'hipersensibilitat que acostuma a produir-se en malalts amb asma o fibrosi quística quan el seu arbre bronquial és colonitzat per Aspergillus spp. Comporta episodis repetitius d'obstrucció bronquial, inflamació i acumulació compacte de moc a l'interior dels bronquíols. Això pot ocasionar bronquièctasis (dilatacions dels bronquis), fibrosi del parènquima pulmonar en nens i persones joves i compromís respiratori greu. En aquests pacients existeix un increment en la resposta Th2 dels limfòcits CD4 davant els antígens d'Aspergillus a nivell broncoalveolar i sistèmic, amb augment de la producció d'interleucines 4, 5 i 13 que provoca eosinofília i elevació del valor sèric d'IgE.
L'aspergil·loma pulmonar, de vegades és asimptomàtic i pot ser descobert incidentalment al efectuar una radiografia de tòrax o una broncoscòpia. Pot causar tos repetida amb hemoptisi, la qual pot ser massiva i fins i tot mortal. A vegades, la gravetat de la simptomatologia fa necessària la resecció quirúrgica de l'aspergil·loma o una lobectomia del pulmó afectat. En alguna ocasió, les seves característiques radiològiques i clíniques són semblants a les d'un hamartoma quístic mesenquimal de pulmó, a les d'una actinomicosi d'aquest òrgan, a les d'una neoplàsia maligna pulmonar o, quan es desenvolupa intracranialment, a les d'un meningioma. Els aspergil·lomes renals aïllats, els ovàrics, els intracardíacs, els gastrointestinals, els del si paranasal, els cerebrals els endobronquials i els coexistents amb una fibrosi pulmonar idiopàtica són poc comuns. Una infecció ràpidament invasiva per Aspergillus en els pulmons sovint provoca tos, febre, dolor toràcic i dificultat per respirar (dispnea). Ocasionalment, aquesta forma d'aspergil·losi afecta a nens amb leucèmia i que reben quimioteràpia o a diabètics sense altres factors de risc immunitari. L'aspergil·losi invasiva del si maxil·lar és una entitat clínica poc frequënt i característica de pacients neutropènics o amb un trasplantament de medul·la òssia. S'han descrit casos de coexistència en el pulmó d'un mateix individu d'aspergil·losi i criptococcosi, d'aspergil·losi i mucormicosi, d'aspergil·losi i quist hidatídic, d'aspergil·losi invasiva i tuberculosi pulmonar en un hoste immunocompetent, de tuberculosi pulmonar activa i aspergil·losi broncopulmonar al·lèrgica asimptomàtica, de leiomiosarcoma primari i aspergil·losi, d'aspergil·losi pulmonar crònica i sarcoïdosi pulmonar fibrocavitària avançada, de sindrome de Mounier-Kuhn i aspergil·loma pulmonar, d'aspergil·loma endobronquial i melanoma pulmonar primari i de desenvolupament d'aspergil·losi invasiva sinonasal i orbitària després d'una dacriocistorrinostomia o de en un pacient sense dèficits immunitaris.
L'aspergil·losi necrotitzant pulmonar crònica, també anomenada semi-invasiva o aspergil·losi invasiva subaguda pulmonar, fou descrita per primera vegada l'any 1981. Sol derivar d'una aspergil·losi pulmonar crònica no tractada. És un procés infecciós de diagnòstic difícil i curs indolent, que forma cavitats al parènquima pulmonar després d'una invasió local per Aspergillus, sovint de l'espècie Aspergillus fumigatus. A diferència de la forma invasiva aguda genuïna, aquesta aspergil·losi es desenvolupa progressivament durant moltes setmanes o mesos i la invasió vascular o la disseminació a altres òrgans és inusual. No és una malaltia gaire freqüent i el seu tret més característic és la formació de cavitats de contingut necròtic als lòbuls pulmonars superiors, acompanyada d'engruiximent pleural. S'aprecien aspergil·lomes en aproximadament un 50 per cent dels pacients. Les seves complicacions inclouen la fibrosi pulmonar idiopàtica, la síndrome del destret respiratori agut, la sobreinfecció per Mycobacterium tuberculosis o el pneumotòrax. La infecció per micobacteris no tuberculosos és un factor que predisposa el desenvolupament de l'aspergil·losi pulmonar cavitària crònica. L'aspergil·losi pulmonar necrotitzant crònica és una gairebé insòlita i greu complicació de la silicosi.
L'aspergil·losi cutània és primària o secundària a un procés de disseminació hematògena del fong. La primària apareix sovint després d'un traumatisme local, per regla general en forma de lesió nodular edematosa de color porpra en la zona d'inoculació. Les aspergil·losis orbitàries sòn força inhabituals i poden destruir els ossos locals envaïts pels fongs de nens sense trastorns immunològics, posar en perill la visió o, fins i tot, la vida del malalt. S'ha publicat algun cas excepcional d'aspergil·losi i mucormicosi orbitàries concomitants en un nadó immunocompetent, de presència en una aspergil·losi cutània primària de cristalls d'oxalat de calci i d'aspergil·losi cutània primària invasiva simultània en dos bessons nascuts preterme.
L'aspergil·losi que afecta els òrgans profunds és molt greu. Els símptomes inclouen febre, calfreds, xoc sèptic, deliri i fenómens trombòtics. La persona pot desenvolupar osteomielitis, espondilodiscitis (infecció del disc intervertebral i de les vèrtebres adjacents), hidrocefàlia aguda, artritis sèptica, endocarditis infecciosa, necrosi i perforació de l'estòmac, hemorràgia gastrointestinal massiva, invasió fúngica difusa del peritoneu, abscés cerebral, abscés epidural, abscés miocardíac, abscés ureteral, meningitis, hipopituïtarisme, endoftalmitis, tiroïditis supurativa, empiema pleural, epiglotitis, apendicitis, poliúria, insuficiència renal aguda, insuficiència hepàtica i/o insuficiència respiratòria. La mort pot ocórrer ràpidament, sobretot en el context d'una síndrome hematofagocítica. Els casos d'aspergil·losi traqueobronquial fulminant en adults aparentment sans i d'aspergil·losi renal primària en nounats són molt infreqüents.
L'aspergil·losi del canal auditiu produeix una otitis externa, amb pruïja, otàlgia i de vegades otorrea (sortida de líquid purulent per l'orella) recurrent. En determinats casos, causa una perforació timpànica, pèrdua d'audició permanent o paràlisi facial. A. niger i A. flavus són els fongs que més freqüentment originen aquestes otitis. L'aspergil·losi dels sins ocasiona una sinusitis, amb cefalea, disòsmia (alteració de l'olfacte) o anòsmia com a símptomes predominants. Eventualment, aquest tipus d'aspergil·losi sembla una sinusitis per cos estrany, presenta característiques similars a les d'un procés tumoral (calcificacions i destrucció de les parets del sinus) o envaeix estructures adjacents. L'aspergil·losi de les cordes vocals és una raresa.
L'aspergil·losi primària de la laringe és poc habitual. Rarament afecta a persones sense alteracions del sistema immunitari. Les seves manifestacions més freqüents són mal de gola, veu ronca, febre, tos productiva i en certs casos disfàgia. Alguna vegada, les lesions a la laringe causades per aquesta aspergil·losi tenen l'aparença de ser un càncer glòtic.
Les aspergil·losis aviars, agudes o cròniques, són freqüents. L'aspergil·losi neuroocular és una forma singular d'aspergil·losi sistèmica que afecta a la guatlla del Japó.
A més dels símptomes, en alguns casos una radiografia, una ressonància magnètica cerebral o una tomografia computada d'alta resolució (TCAR) de la zona infectada proporciona pistes per fer el diagnòstic. Sempre que sigui possible, el metge envia una mostra de material infectat a un laboratori de microbiologia per confirmar la identificació del fong.

## Diagnòstic
En la radiografia de tòrax i en la tomografia computada (TC), l'aspergil·losi pulmonar clàssicament es manifesta per un contorn d'aire en forma de mitja lluna al voltant dels aspergil·lomes. Un altre signe característic que s'aprecia en la TC és la presència de macronòduls (iguals o superiors a 1 cm de diàmetre) pulmonars, envoltats d'un halo opac amb semblança de vidre esmerilat i que atenua la imatge del parènquima que circumda el nòdul. En pacients hematològics amb aspergil·losi invasiva, la prova de galactomanà (un polisacàrid alliberat pel fong durant el seu creixement) pot fer el diagnòstic d'una manera no invasiva i és particularment útil en casos d'aspergil·losi oral amb afectació nasal o sinusal concurrent. Segons algunes metanàlisis, es calcula que la prova té una sensibilitat del 71 per cent i una especificitat del 89 per cent, encara que aquestes xifres poden ser modificades per diverses variables relacionades amb la cinètica en sèrum de dita substància. Pot donar resultats falsos positius si el pacient rep solucions cristal·loides o amb glucosa, nutrició parenteral total o antibiòtics β-lactàmics. Per això, circumstancialment, és recomanable efectuar una PCR en temps real complementària. En malalts d'alt risc amb aspergil·losi invasiva, una alternativa diagnòstica a aquesta tècnica d'immunoassaig és emprar la reacció en cadena de la polimerasa amb transcriptasa inversa (RT-PCR) per detectar específicament l'ADN del fong causant de la infecció en mostres de rentat broncoalveolar.
Un nou procediment per la diagnosi molecular de l'aspergil·losi pulmonar és la TEP/RM amb ús d'anticossos monoclonals específics radiomarcats.

## Tractament
Antifúngics com natamicina, amfotericina B (un compost amfòter obtingut a la dècada de 1950 del bacteri Streptomyces nodosus i pertanyent a la família dels antibiòtics poliens), nistatina d'encapsulació liposomal, caspofungina i micafungina (uns fàrmacs lipopeptídics de la classe de les equinocandines), flucitosina (un antimicòtic sintètic derivat de la pirimidina, descobert l'any 1957), posaconazole, itraconazole isavuconazole o voriconazole (derivats triazòlics) s'utilitzen per tractar les diferents manifestacions clíniques d'aquesta micosi.
Segons el seu mecanisme d'acció, els principals antifúngics emprats avui dia per tractar les aspergil·losis es poden agrupar en tres classes: inhibidors de les vies de biosíntesi de l'ergosterol (triazols i al·lilamines); compostos que s'uneixen als esterols provocant danys a la membrana cel·lular del fong (poliens); i compostos que actuen com a inhibidors de la síntesi del 1,3‐β‐d‐glucà, un element important de la paret cel·lular (equinocandines).
Per a casos greus d'aspergil·losi invasiva es proposa la combinació de voriconazole i caspofungina com a tractament de primera línia. Encara que, segons les publicacions especialitzades, la resistència als azols de les espècies del gènere Aspergillus no és un fet habitual, els pacients exposats crònicament als triazols antifùngics poden desenvolupar infeccions resistents causades per soques amb altes concentracions inhibitòries mínimes. Les indicacions quirúrgiques de l'aspergil·losi invasiva són limitades. En casos d'hemoptisi massiva o secundària a una lesió localitzada a prop d'un gran vas toràcic i quan la malaltia compromet el pericardi, un lòbul pulmonar, el sistema nerviós central o els ossos, es recomana la resecció dels teixits afectats.
Durant els darrers anys s'ha detectat un increment de la resistència clínica i ambiental de diferents espècies d'Aspergillus, com ara Aspergillus lentulus o Aspergillus fumigatus, davant els triazols a tots els continents, sent Europa el lloc amb més casos registrats. També ha estat observada l'aparició de nous mecanismes de resistència, un fenomen especialment significatiu entre les espècies de la secció Terrei. El Centre Europeu de Prevenció i Control de Malalties ha recomanat l'adopció de mesures per reduir l'ús d'azols agrícoles, ja que es considera un factor important en l'origen i la progressió d'aquest tipus de resistències.

## Imatges addicionals

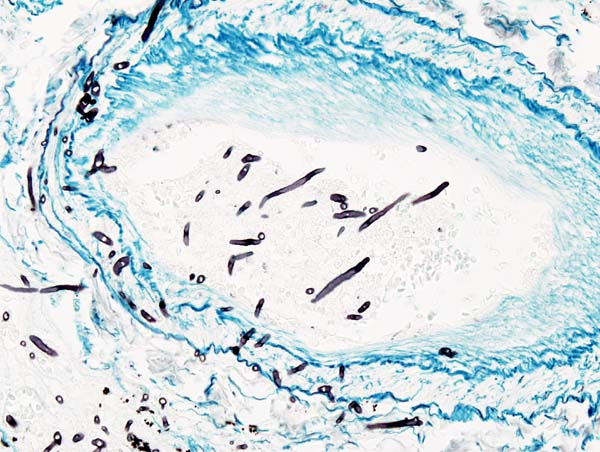
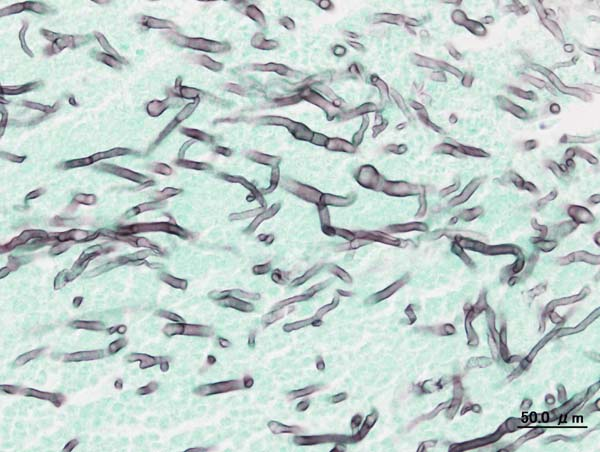